# LGV Atlantique
LGV Atlantique este o Linie de Mare Viteză situată în Franța care deservește orașele situate la vest de Paris. Punctul de plecare a liniei este Gara Montparnasse, iar forma liniei este în formă de Y, cele două ramuri deservind regiunile Bretania și Pays de la Loire și respectiv sud vestul Franței. Trunchiul comun este format din porțiunea dintre Gara Montparnasse și bifurcația din dreptul localității Courtalain din departamentul Eure-et-Loir. Porțiunea de cale ferată dintre Courtalain și Le Mans este numită ramura vest, iar porțiunea dintre Courtalain și Tours este numită ramura sud-vest. După aceste localități trenurile continuă traseele pe linie clasică. 

## Traseu

### Trunchiul comun
Linia părăsește gara Paris-Montparnasse și traversează periferia sudică a Parisului printr-o serie de tunele în mare parte pe sub Promenada verde din sudul Parisului (o serie de parcuri situate pe terenul rezervat unei autostrăzi). Această promenadă a fost realizată pentru a reduce impactul liniei asupra mediului urban. La ieșirea din gara Montparnasse se află depoul de la Châtillon ce asigură întreținerea trenurilor TGV ce utilizează LGV Atlantique.
La Massy linia este interconectată cu rețeaua feroviară clasică ceea ce permite conexiunea cu celelalte regiuni ale Franței. Gara Massy TGV, una dintre cele trei gări situate pe linia de mare viteză, este situată în apropierea interconexiunii. La ieșirea din gară trenurile intră în tunelul Villejust după care linia continuă în paralel cu Autostrada A10. În dreptul punctului de taxare auto de la Saint-Arnoult linia părăsește traseul autostrăzii continuând spre sud până la bifurcația de la Courtalain situată la kilometrul 130. 
Pe primul sector, situat între ieșirea din Gara Montparnasse și Massy, viteza maximă autorizată este de 200 km/h. Tunelul Villejust poate fi traversat cu viteza maximă de 220 km/h după care viteza maximă autorizată este de 300 km/h. Din cei 124 km ai sectorului de mare viteză, 14,316 km reprezintă tunele și 220 m reprezintă viaducte. 

### Ramura vest
Ramura vest dintre Courtalain și Connerré, situat la periferia orașului Le Mans are o lungime de 53 km. Viteza maximă autorizată este de 300 km/h cu excepția bifurcației care este abordată cu o viteză maximă de 220 km/h. La Connerré linia se intersectează cu linia clasică Paris-Brest. Trenurile pot continua astfel traseul către Rennes sau Nantes. Unele TGV-uri continuă traseul către Brest, Quimper sau Saint-Malo prin Rennes sau Le Croizic prin Nantes. 

### Ramura sud-vest
Ramura sud-vest dintre Courtalain și Monts, la periferia orașului Tours, are o lungime de 102 km din care 4,5 km reprezintă tunele sau viaducte. După Courtalain linia continuă spre sud și coboară spre Valea Loarei. La kilometrul 162 trece prin gara Vendôme, situată în apropierea kilometrului 166 unde precedentul record de viteză pe calea ferată a fost stabilit la data de 18 mai 1990. După tunelul de la Vouvray linia traversează fluviul Loara, printr-o serie de trei viaducte, și gara Saint-Pierre-des-Corps. La ieșirea din această gară linia traversează râul Cher după care se intersectează cu linia clasică Paris-Bordeaux în dreptul localității Monts. Pe primul sector situat între Courtalain și Vouvray viteza maximă autorizată este de 300 km/h, după care aceasta este de doar 270 km/h. După Tours trenurile continuă spre Poitiers, La Rochelle sau Bordeaux, de unde unele continuă spre Toulouse, Tarbes și Hendaye. 

## Istoric
- 1 ianuarie 1983 : crearea comitetului director pentru Linia nouă 2 în cadrul SNCF.
- 25 mai 1984 : declararea proiectului ca utilitate publică.
- 15 februarie 1985 : începerea lucrărilor.
- 1 iulie 1987 : instalarea primelor linii.
- 24 septembrie 1989 : darea în folosință a ramurei vest.
- 18 mai 1990 : rama TGV Atlantique nr 325 stabilește un nou record de viteză pe cale ferată (515,3 km/h) la kilometrul 166,8 .
- 25 septembrie 1990 : darea în folosință a ramurii sud-vest.
- 27 decembrie 1991 : nașterea unui bebeluș la bordul unui TGV Atlantique.
- septembrie 2006 : pe linia Paris Tours a fost depășit pragul de 20 milioane de pasageri.

## Proiecte viitoare
Două proiecte de continuare a liniei de mare viteză sunt prevăzute: 
- LGV Bretagne-Pays de la Loire între Le Mans și Rennes.
- LGV Sud Europe Atlantique între Tours și Bordeaux.

Acestea vor permite reducerea timpilor de voiaj la maxim trei ore între Paris și extremitățile vestice și sud-vestice ale Franței. 